# Pithecia aequatorialis
La pitecia equatoriale o pitecia dalla barba rossa (Pithecia aequatorialis Hershkovitz, 1987) è un primate platirrino della famiglia dei Pitecidi.

## Distribuzione
Vive nella zona di foresta pluviale pedemontana ad est delle Ande, fra Ecuador e Perù orientali.

## Descrizione
Misura circa 80 cm di lunghezza, dei quali la metà spetta alla coda, che non è prensile ed è ricoperta di pelo. Quest'ultimo è lungo e setoloso, grigio-nerastro su tutto il corpo: nelle femmine la faccia presenta fronte giallastra e due mustacchi di pelo rado e bianco che partono dai lati delle narici e scendono fino agli angoli della bocca, mentre nei maschi è presente una rada barbetta rossiccia (dalla quale deriva il nome comune della specie) che si estende fino alla gola.

## Biologia
Si tratta di animali diurni ed arboricoli: vivono primariamente in gruppetti familiari di 2-9 esemplari, formati da una coppia riproduttrice coi propri cuccioli ancora immaturi sessualmente, ma è stato ipotizzato che tali gruppi, così come succede in altre specie di pitecidi, siano a loro volta subunità di gruppi più grandi.

### Alimentazione
Hanno dieta essenzialmente frugivora: grazie ai robusti canini ed incisivi, riesce a scalfire facilmente il duro pericarpo dei frutti ancora acerbi, per potersi così cibare della polpa e dei semi di questi ultimi. La dieta di questi animali, tuttavia, include anche foglie, fiori ed occasionalmente proteine di origine animale, come insetti (specialmente formiche) e piccoli vertebrati.